# Boeckella propinqua
Boeckella propinqua är en kräftdjursart som beskrevs av Sars 1904. Boeckella propinqua ingår i släktet Boeckella och familjen Centropagidae. Inga underarter finns listade i Catalogue of Life.